# Kozjak (Loznica)
Kozjak (srbsky Козјак) je vesnice v západní části Srbska, administrativně spadající pod opštinu (obec) Loznica. Rozkládá se v rovinaté krajině regionu Mačvy, východně od břehů řeky Driny. V roce 2022 zde žilo 912 obyvatel.
Z národnostního hlediska je obyvatelstvo většinově srbské národnosti (cca 98 %).
Vesnicí prochází železniční trať do Zvorniku, nicméně nemá vlastní nádraží; nejbližší je stanice Lipnica. Stojí zde také koupaliště s dvěma bazény, škola a kostel sv. Máří Magdaleny.